# منتخب بلجيكا لكرة السلة 3x3
منتخب بلجيكا لكرة السلة 3x3 هو منتخب بلجيكا الوطني في رياضة كرة السلة 3×3، يدار من قبل الاتحاد البلجيكي لكرة السلة.